# Darja Tschulzowa
Darja Tschulzowa (belarussisch Дар’я Дзмітрыеўна Чульцова, russisch Дарья Дмитриевна Чульцова; * 20. Februar 1997 in Schklou, Belarus) ist eine belarussische Journalistin und politische Gefangene. Sie arbeitete für den Fernsehsender Belsat TV. Sie zeigte das Ereignis an dem Ort, an dem Raman Bandarenka 2020 zu Tode geprügelt wurde. Dort wurde sie am 15. November 2020 in Minsk festgenommen.

## Frühes Leben und Karriere
Sie wurde in Schklou geboren. Als Mädchen interessierte sie sich für Journalismus. Während des Studiums an der Staatlichen Kuleschow-Universität Mahiljou arbeitete sie halbtags für die Website „Mahiljou.Online“. Sie absolvierte ihre Fakultät für Journalismus 2020 und nahm eine Stelle beim Fernsehsender Belsat TV an.

### Strafverfahren
Zusammen mit der Journalistin Kazjaryna Andrejewa wurde sie eine Person in einem Strafverfahren wegen der Organisation von Aktionen, die gegen die öffentliche Ordnung verstoßen. Beide leiteten eine Livesendung des Ereignisses eines grausamen Angriffs der Polizei an dem Ort, an dem Raman Bandarenka zu Tode geschlagen wurde und die Menschen standen, um den Toten zu unterstützen. Dies fand am 15. November 2020 auf dem „Hof des Wandels“ in Minsk statt.
Sie wurde nach der Verhaftung vor Ort nicht frei. Tschulzowa wurde in ein Gefängnis in Schodsina gebracht, wo sie bis zum Gerichtsverfahren festgehalten wurde. Durch eine gemeinsame Erklärung von zehn Organisationen (Wjasna, der Belarussische Journalistenverband, das Belarussische Helsinki-Komitee u. a.) wurde sie am 24. November 2020 als politische Gefangene anerkannt.
Bei einer Gerichtsverhandlung am Gericht des Bezirks Frunsenskij in Minsk unter der Leitung der Richterin Natallja Buguk am 18. Februar 2021 wurden Tschulzowa und Andrejewa zu zwei Jahren Gefängnis verurteilt, weil sie die Proteste in Belarus ab 2020 forcierten. Die Staatsanwältin war Alina Kassjantschyk, der Ermittlungsbeamter war Ihar Kurylowitsch.
Die Berufung gegen das Urteil, die am 23. April 2021 vom Stadtgericht Minsk überprüft wurde, war nicht zufriedenstellend.

## Reaktion

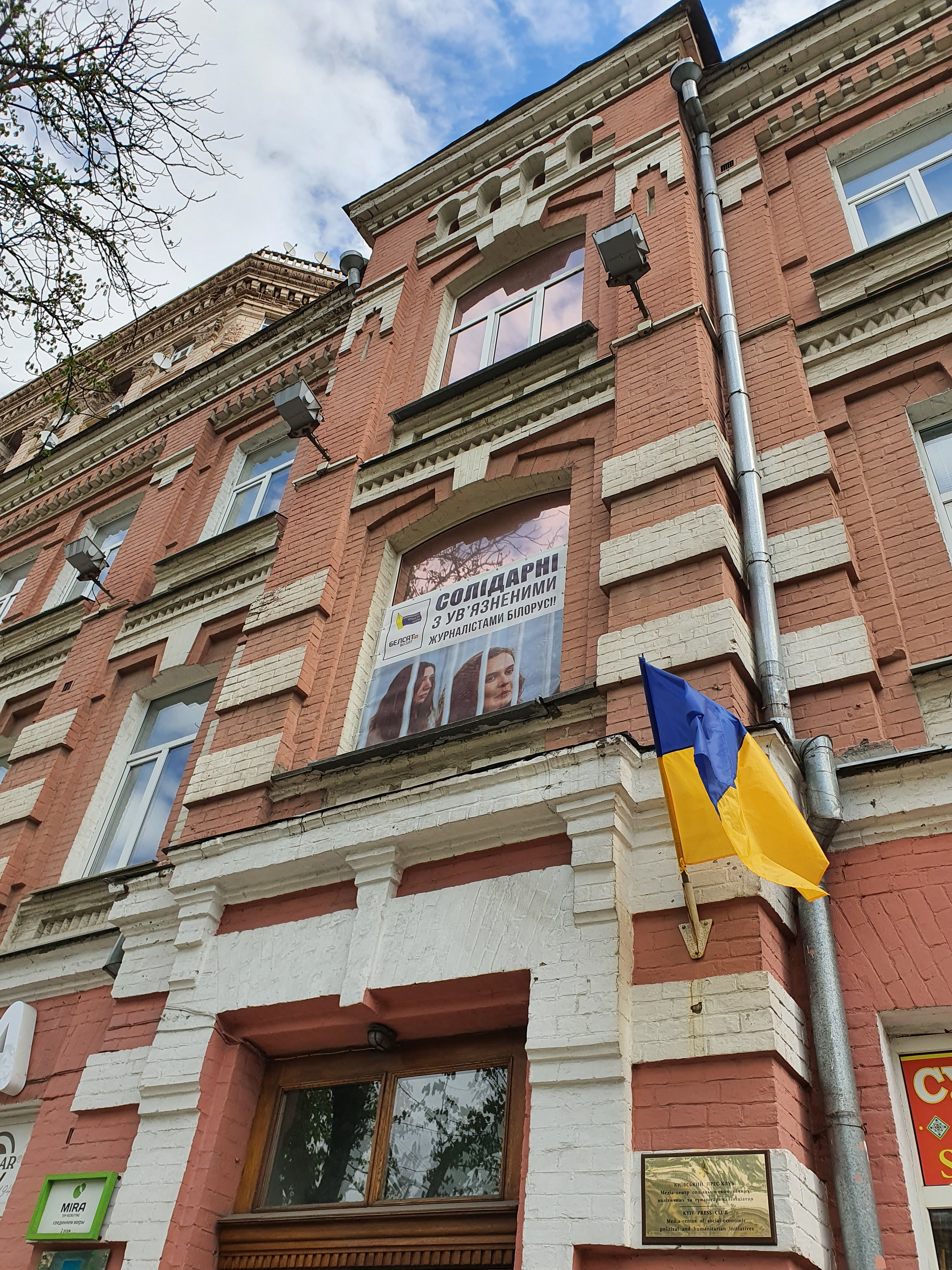
Kiew, 5. Mai 2021. Solidarität mit inhaftierten Journalisten des Belsat-Fernsehsenders Darja Tschulzowa (links) und Kazjaryna Andrejewa (rechts)

Am 8. Februar 2021 gab die US-Botschaft in Belarus eine Erklärung ab. Es wurde darum gebeten, Tschulzowa und Andrejewa freizulassen.
Am 15. Februar 2021 übernahm Tony Lloyd, Member of Parliament (Vereinigtes Königreich), die Patenschaft für die politische Gefangene.
Nach der Verurteilung rief der polnische Präsident Andrzej Duda am 18. Februar 2021 zu der Amnestie für Tschulzowa und Andrejewa auf.
Am 21. Juni 2021 beschloss der Rat der Europäischen Union, die Verantwortlichen wegen der Bestrafung der Journalistinnen in die Liste der Personen und Organisationen, die im Zusammenhang mit Menschenrechtsverletzungen in Belarus sanktioniert werden, aufzunehmen. Richterin Natallja Buguk wurde wegen häufiger Entscheidungen gegen Journalisten und Demonstranten, die politisch motiviert waren, insbesondere wegen des Schuldspruchs gegen Kazjaryna Bachwalawa (Andrejewa) und Darja Tschulzowa, sanktionieren. Assistentin der Anklägers des Gerichtes des Bezirks Frunsenskij in Minsk, Alina Kassjantschyk, wurde auch in die Liste zur Anklage der Journalistinnen aufgenommen. Sie wurde wegen der Anklage gegen beide Journalistinnen verantwortlich gemacht, weil sie ohne Angabe von Gründen wegen „einer Videoaufnahme der friedlichen Proteste die als ‚Verschwörung‘ und ‚Verletzung der öffentlichen Ordnung‘ bezeichnet wurden“. Hauptermittlungsbeamter des Gerichtes des Bezirks Frunsenskij in Minsk Ihar Kurylowitsch wurde auch in die Liste aufgrund der Vorbereitung des Strafverfahrens gegen die Journalistinnen, die friedliche Proteste filmisch dokumentieren, aufgenommen, weil das Strafverfahren von ihm im Zusammenhang mit der Politik vorbereitet worden war.

## Auszeichnungen
- Am 10. Dezember 2020 wurde sie als Journalistin des Jahres (2020) anerkannt.[19][20][21]
- Am 10. März 2021 erhielt sie (zusammen mit Kazjaryna Andrejewa) von der polnischen Journalistenorganisation „Presseclub Polska“ den nach Dariusz Fikus benannten Preis.[22]
- Am 9. April 2021 wurde Tschulzowa zusammen mit Kazjaryna Andrejewa und Kazjaryna Baryssewitsch mit dem nach Ales Lipaj (der Gründer von BelaPAN) benannten Preis „Die Ehre des Journalismus“ ausgezeichnet.[23]
- Am 7. Juni 2021 wurde Tschulzowa zusammen mit Kazjaryna Andrejewa mit dem Axel-Springer-Preis für junge Journalisten ausgezeichnet.[24]
- Am 10. Juni 2021 wurde Tschulzowa zusammen mit Kazjaryna Andrejewa Preisträgerin des Courage in Journalism Awards.[25]
- Am 29. Juli 2021 wurde Tschulzowa zusammen mit Kazjaryna Andrejewa zur Preisträgerin des Preises für die Freiheit und Zukunft der Medien gewählt.[26][27]
- Am 12. August 2021 wurde Tschulzowa zusammen mit Kazjaryna Andrejewa, Kazjaryna Baryssewitsch u. a. Preisträger des Gerd Bucerius-Förderpreis Freie Presse Osteuropas (2021)[28]
- Am 15. Oktober 2021 wurde Tschulzowa zusammen mit Kazjaryna Andrejewa mit dem Prix Europa in der Kategorie „Europäischer Journalist 2021“ ausgezeichnet.[29][30]

## Bewertungen
„[Sie sind] stark im Geist, von ihrer Richtigkeit ganz überzeugt, unterstützt von Freunden, Kollegen und völlig Fremden – solche Katja und Dascha werden in Lehrbüchern eingehen“, schrieb Akssana Kolb, Chefredakteurin von Nowy Tschas, am Vorabend von der Verurteilung von Kazjaryna Andrejewa und Darja Tschulzowa.